# Stany Generalne (Holandia)
Stany Generalne (niderl. Staten-Generaal) – nazwa parlamentu kolejnych państw z terenów Niderlandów, a obecnie Holandii. Holenderskie Stany Generalne są parlamentem dwuizbowym – dzielą się na Eerste Kamer (izba wyższa) i Tweede Kamer (izba niższa). Siedzibą instytucji jest Haga.

## Historia
Pierwsze Stany Generalne zwołano 9 stycznia 1464 w Brugii. Kolejne spotkania przeważnie odbywały się w Brukseli. Po detronizacji Filipa II w 1581 Stany Generalne stały się zgromadzeniem narodowym Republiki Zjednoczonych Prowincji. Osobne zgromadzenia zaczęły formować się w południowej części Niderlandów. Oba parlamenty przerwały swoje istnienie na czas powołania Republiki Batawskiej przez Napoleona. Stany Generalne odrodziły się w 1815 roku jako organ władzy ustawodawczej Królestwa Zjednoczonych Niderlandów, a po 1867 (secesja Luksemburga; secesja Belgii – 1830) samodzielnego Królestwa Niderlandów.